# Luis Rego
Luis Rego (* 30. Mai 1943 in Lissabon, Portugal) ist ein französischer Schauspieler und Musiker.

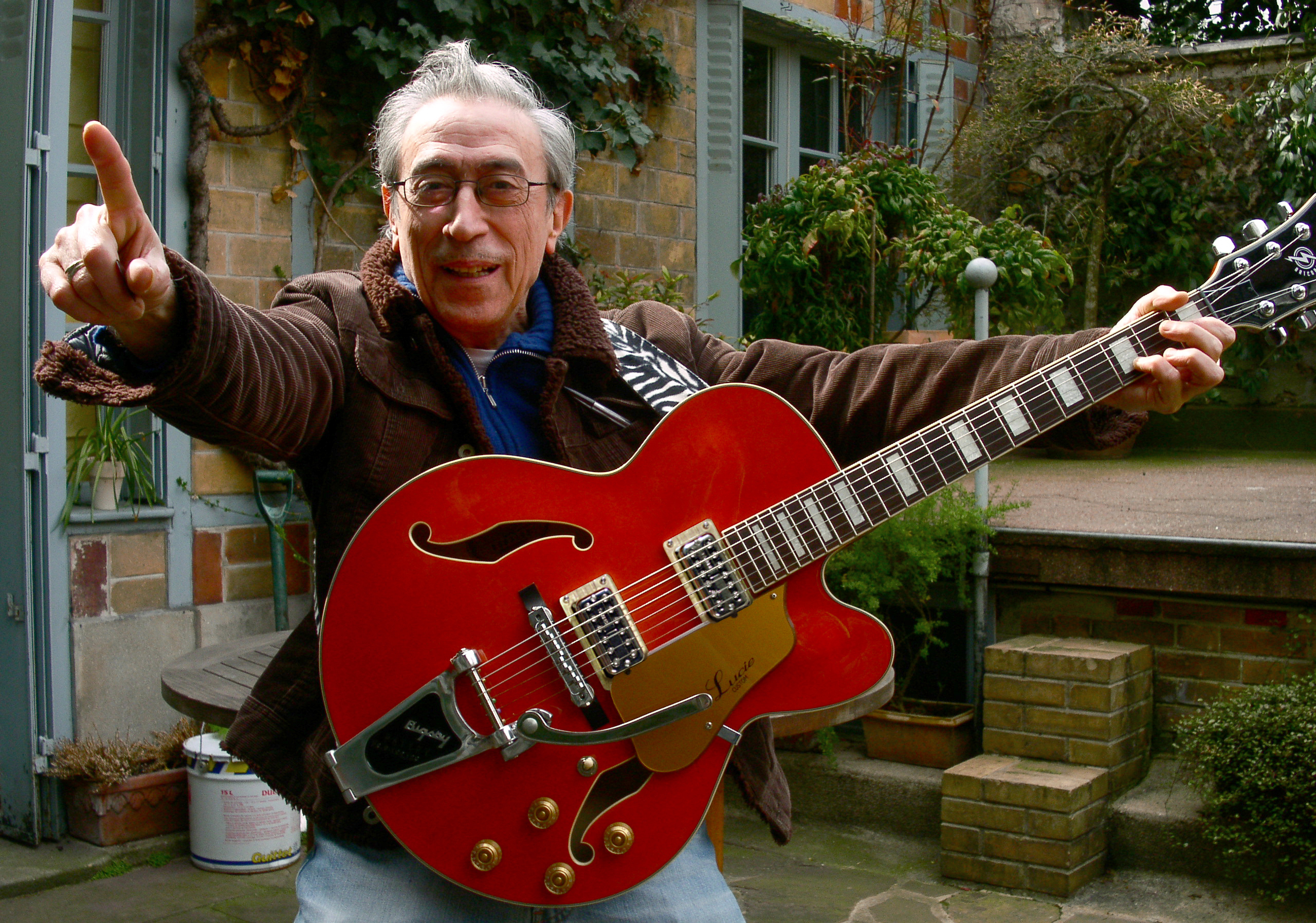
Luis Rego (2006)

## Leben
Luis Rego floh 1960 im Alter von 17 Jahren aus seinem Land, um der Wehrpflicht und dem Kolonialkrieg in Angola, welches damals noch eine portugiesische Kolonie war, zu entgehen. Er zog nach Frankreich, wo er später als Gitarrist der Band Les Problèmes bekannt wurde. Als er von den portugiesischen Behörden als politischer Gefangener der Fahnenflucht angeklagt wurde, unterstützte ihn seine Band, indem sie das Lied Ballade à Luis Rego, prisonnier politique veröffentlichte. Als später 1966 die Nachfolgeband Les Charlots gegründet wurde, war Rego Mitbegründer. Mit der Band debütierte er 1969 in dem von Maurice Dumay inszenierten Musicalwestern L'homme qui venait du Cher als Schauspieler. Seitdem war er sowohl als Musiker als auch als Schauspieler am Theater und beim Film aktiv.

## Filmografie (Auswahl)
- 1969: L’homme qui venait du Cher
- 1970: Der Zerstreute (Le distrait)
- 1971: Colombani, gib den Zaster her (La grande java)
- 1971: Die tollen Charlots – Frechheit siegt (Les bidasses en folie)
- 1973: Ich weiß von nichts und sage alles (Je sais rien, mais je dirai tout)
- 1975: Der Tolpatsch mit dem sechsten Sinn (La course à l’échalote)
- 1978: Die Strandflitzer (Les bronzés)
- 1981: Les hommes préfèrent les grosses
- 1984: Die große Pfeife (Aldo et Junior)
- 1984: La Vengeance du serpent à plumes
- 1985: Meilensteine des Lebens (Tranches de vie)
- 1986: Die Augen des Wolfes (Oviri)
- 1991: Mein Leben ist die Hölle (Ma vie est un enfer)
- 2000: Finale im Nachtclub (Le p’tit bleu)
- 2001: Kinder haften für ihre Eltern (Mercredi, folle journée!)
- 2001: Ganhar a Vida
- 2003: Das Geheimnis der Frösche (La prophétie des grenouilles)
- 2006: Manche mögen’s reich (Quatre étoiles)
- 2007: Der Tag, der alles veränderte (Après lui)
- 2010: Copacabana
- 2012: La lapidation de Saint Étienne
- 2012: Ouf
- 2013: Attila Marcel
- 2014: Candice Renoir (Fernsehserie, 1 Folge)
- 2016: Nocturama